# هومر هالبرت
هومر هالبرت (هانغل: 허할보) هو مبشر أمريكي، ولد في 26 يناير 1863 في نيو هافن في الولايات المتحدة، وتوفي في 5 أغسطس 1949 في سول في كوريا الجنوبية.